# (6083) Janeirabloom
(6083) Janeirabloom ist ein Asteroid des Hauptgürtels, der am 25. September 1984 vom US-amerikanischen Astronomen Brian A. Skiff an der Anderson Mesa Station des Lowell-Observatoriums (IAU-Code 688) im Coconino County in Arizona entdeckt wurde.
Benannt wurde er am 11. Februar 1998 zu Ehren der US-amerikanischen Jazz-Sopransaxophonistin und Komponistin Jane Ira Bloom (* 1955), die vorrangig Sopransaxophon, nur gelegentlich auch Altsaxophon spielt und 1989 als erste Musikerin einen Kompositionsauftrag der NASA erhielt.